# آرشالویس پی. تاروردیان

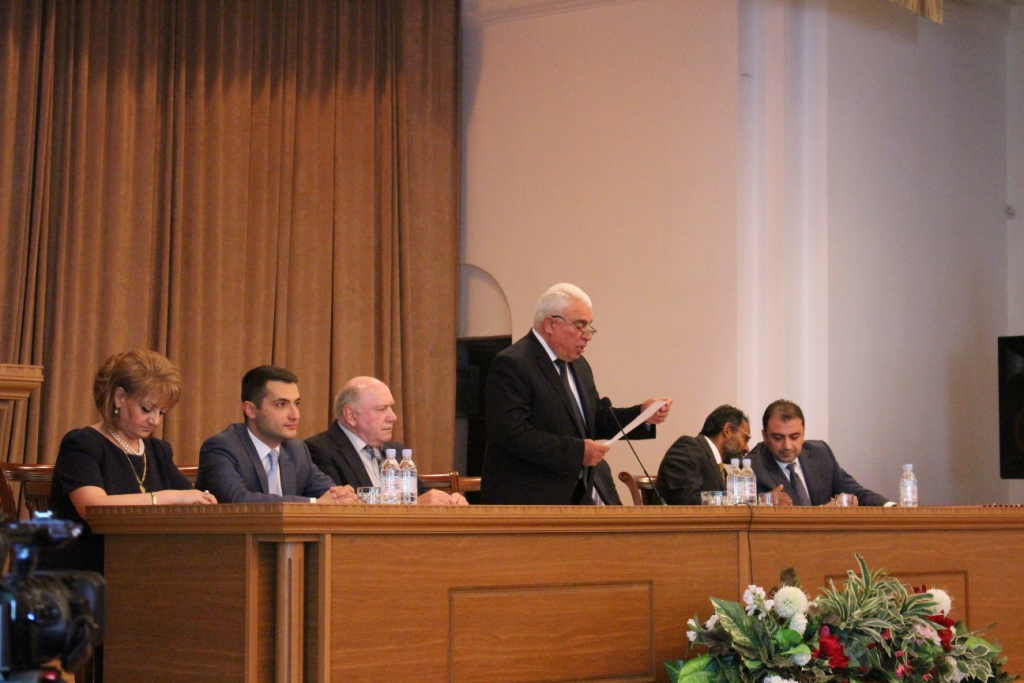

آرشالویس پی. تاروردیان (ارمنی: Արշալույս Պողոսի Թարվերդյան؛ زادهٔ ۱۵ اکتبر ۱۹۴۵) دانشمند و پدیدآور اهل ارمنستان است.

## زندگی‌نامه
در  ۱۵ اکتبر ۱۹۴۵ ‏ در یلپین به دنیا آمد و از دانشگاه ملی علوم کشاورزی ارمنستان فارغ‌التحصیل گشت وی برندهٔ جوایزی همچون نشان آنانیا شیراکاتسی شده‌است.